# Graptopetalum bartramii
Graptopetalum bartramii är en fetbladsväxtart som beskrevs av Joseph Nelson Rose. Graptopetalum bartramii ingår i släktet Graptopetalum och familjen fetbladsväxter. Inga underarter finns listade i Catalogue of Life.